# Francheval
Francheval é uma comuna francesa na região administrativa de Grande Leste, no departamento Ardenas. Estende-se por uma área de 19,65 km². Em 2010 a comuna tinha 616 habitantes (densidade: 31,3 hab./km²).